# Rostow Ariena
Rostow Ariena (ros. «Ростов Арена») – stadion piłkarski w Rostowie nad Donem w Rosji. Pojemność stadionu wynosi 45 000 widzów. Był jednym z obiektów, wybranych do organizacji Mistrzostw Świata w Piłce Nożnej 2018. Jest także domowym obiektem drużyny FK Rostów w rosyjskiej Premier Lidze. Zastąpił on dotychczasowy obiekt Olimp – 2.

## Historia
W czerwcu 2013 roku, podczas prac przygotowawczych znaleziono pięć pocisków z czasów II wojny światowej, prawie idealnie zachowanych.
W sierpniu 2013 roku rozpoczęły się prace ziemne na podmokłym terenie na lewym brzegu rzeki Don. Wylewanie fundamentów ukończono w maju 2014 roku. W styczniu 2015 roku rozpoczęto wbijane pionowych słupów pod przyszłą konstrukcję stadionu.
Niecałe dwa miesiące później dokonano gruntownej zmiany projektu stadionu tak aby zredukować koszty budowy do 3 mld rubli.
Latem 2015 roku palowanie zostało zakończone i rozpoczęto budowę konstrukcji stadionu.
W grudniu 2015 roku rozpoczęły się prace przy budowie metalowej konstrukcji dachu. Po upływie pół roku zaczęto montaż poszycia dachu. Ponadto, konstruktorzy przystąpili do budowy elewacji i zaczęły się prace przy budowie dróg wokół stadionu. W listopadzie 2016 roku wszelkie prace związane z betonową konstrukcją stadionu oraz dachem zostały zakończone.

## Projekt

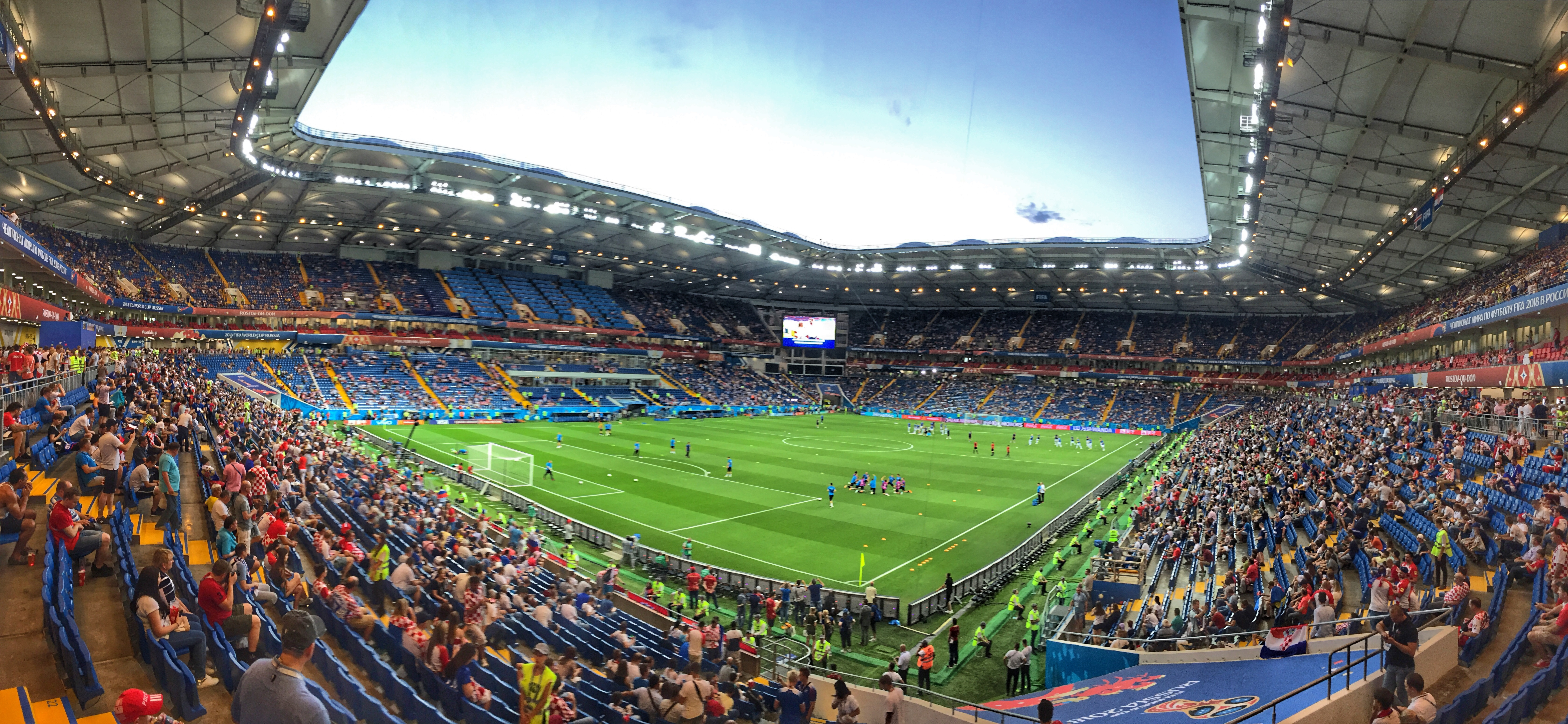
Rostow Ariena podczas Mistrzostw Świata w Piłce Nożnej 2018 mógł pomieścić 45000 osób

W 2011 roku, ostateczny projekt nowego stadionu został przedstawiony przez firmę Populous. Nieregularny kształt dachu oraz tostow Arybun były charakterystycznymi cechami projektu. Część miejsc na trybunach została stworzona tylko na czas MŚ w Rosji. Po turnieju pojemność może być zmniejszona do 42 000. Jak wynika ze słów głównego architekta obwodu rostowskiego, stadion ma być początkiem tworzenia nowego centrum miasta. To pierwszy poważny projekt, zbudowany na południowym brzegu rzeki Don, ponieważ większa część miasta, leży po północnej stronie rzeki.